# Charles Alfred Le Moine
Pour les articles homonymes, voir Le Moine (homonymie).
Charles Alfred Le Moine (Saint-Aubin, 24 mai 1872 - Sceaux, 24 décembre 1918) est un peintre français.

## Biographie
Né le 24 mai 1872 à Saint-Aubin, il est scolarisé au collège Stanislas puis va chez les dominicains d'Arcueil. Bachelier ès lettres, il fait des études artistiques à Paris où il est élève de Luc-Olivier Merson.
Il débarque à Tahiti en 1902, via San Francisco par le Zelandia. Il donne alors des cours aux jeunes tahitiennes et vend ses toiles à prix modestes. Ne parvenant pas à en vivre, il obtient un poste de magistrat intérimaire à Papeete (1903). 
Devenu agent du gouvernement aux Gambier en 1906, il travaille ensuite comme instituteur aux Marquises (1911). 
On lui doit des portraits, de nombreux dessins de vahinés et d'enfants, des scènes de la vie quotidienne, des villages, des festivités et, passionné de chevaux, de nombreuses scènes équestres. 
Devenu très populaire en Polynésie, en 1903, il est choisi pour expertiser et préparer la vente aux enchères des œuvres de Gauguin. 
Malade, il quitte les Marquises en 1918.
Il meurt le 24 décembre 1918 à Sceaux, dans une maison de santé[réf. souhaitée].
Une partie de ses œuvres est conservée au musée de la ville de Chartres.